# Князівська сільська рада (Рожнятівський район)
| Князівська сільська рада — орган місцевого самоврядування у Рожнятівському районі Івано-Франківської області з адміністративним центром у с. Князівське. Івано-Франківська обласна Рада народних депутатів рішенням від 15 липня 1993 року утворила Ясеновецьку сільраду і їй підпорядкувала село Іванівка Князівської сільради Сільській раді підпорядковані населені пункти: - с. Князівське |

## Склад ради
Рада складається з 14 депутатів та голови.

### Керівний склад ради
| ПІБ                        | Основні відомості                                                                                            | Дата обрання | Дата звільнення |
| -------------------------- | --- | ------------ | --------------- |
| Василишин Орест Васильович | Сільський голова, 1955 року народження, освіта, безпартійний                                                 | 26.03.2006   | 31.10.2010      |
| Павлів Михайло Іванович    | Сільський голова, 1959 року народження, освіта середня спеціальна, член Всеукраїнського об'єднання «Свобода» | 31.10.2010   |                 |

Примітка: таблиця складена за даними джерела